# Placogorgia graciosa
Placogorgia graciosa is een zachte koraalsoort uit de familie Plexauridae. De koraalsoort komt uit het geslacht Placogorgia. Placogorgia graciosa werd in 1975 voor het eerst wetenschappelijk beschreven door Tixier-Durivault & d'Hond. 